# Ziya Selçuk

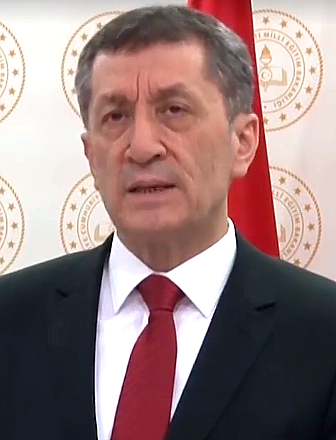
Ziya Selçuk (2021)

Ziya Selçuk (* 1. Mai 1961 in Gölbaşı, Ankara) ist ein türkischer parteiloser Politiker. Er war im Kabinett Erdoğan IV knapp drei Jahre Bildungsminister der Türkei.

## Leben
Selçuk studierte an der Universität Ankara und an der Hacettepe-Universität Entwicklungspsychologie. An der Gazi Üniversitesi war er als Hochschullehrer im Fachbereich Psychologie tätig. Im Zuge der Beitrittsverhandlungen der Türkei mit der Europäischen Union vertrat er die Türkei beim Verhandlungskapitel Wissenschaft und Forschung. Seit 9. Juli 2018 ist er als Nachfolger von İsmet Yılmaz Bildungsminister in der Türkei im Ministerium für Nationale Bildung. Am 5. August 2021 reichte er seinen Rücktritt als Minister ein, dieser wurde am nächsten Tag angenommen.
Er ist verheiratet und hat drei Kinder.